# Complot terroriste de Prague en 2006
Le complot terroriste de Prague de 2006 est un complot terroriste révélé le 23 septembre 2006, lorsque les services de sécurité à Prague sont placés en alerte maximale en raison de soupçons d'une attaque terroriste imminente.

## Complot
Selon le principal journal de la Tchéquie, Mladá Fronta Dnes, des extrémistes islamistes prévoyaient d'enlever et de tuer des Juifs à Prague. Ils avaient l'intention de capturer des Juifs dans une synagogue de Prague, formuler des demandes impossibles à satisfaire, puis faire exploser le bâtiment, tuant tout le monde à l'intérieur. Le ministre de l'Intérieur Ivan Langer a déclaré que la situation était « la plus grave jamais connue »,.
Selon le grand-rabbin tchèque Efraim Sidon (en), l'attaque avait été planifiée contre la synagogue de Jérusalem située au centre de la ville, et non contre une synagogue dans le quartier juif. Les services de sécurité tchèques enquêtaient sur un lien possible entre de nouvelles menaces terroristes proférées par des musulmans radicaux visant à tuer des Juifs à Prague et l'arrestation d'un citoyen pakistanais à Oslo.